# Rhagodoca macrocephala
Rhagodoca macrocephala är en spindeldjursart som beskrevs av Roewer 1933. Rhagodoca macrocephala ingår i släktet Rhagodoca och familjen Rhagodidae. Inga underarter finns listade i Catalogue of Life.